# Platypalpus engadinicus
Platypalpus engadinicus is een vliegensoort uit de familie van de Hybotidae. De wetenschappelijke naam van de soort is voor het eerst geldig gepubliceerd in 1896 door Mik.